# Тинненська сільська рада
Ти́нненська сільська́ ра́да — колишній орган місцевого самоврядування в Сарненському районі Рівненської області. Адміністративний центр — село Тинне.

## Загальні відомості
- Тинненська сільська рада утворена в 1939 році.
- Територія ради: 95,04 км²
- Населення ради: 4 322 особи (станом на 2001 рік)
- Територією ради протікає річка Случ.

## Населені пункти
Сільській раді підпорядковані населені пункти:
- с. Тинне

## Склад ради
Рада складається з 20 депутатів та голови.
- Голова ради: Шмалюх Олександр Володимирович
- Секретар ради: Коток Микола Олександрович

### Керівний склад попередніх скликань
| Прізвище, ім'я, по батькові    | Основні відомості                                                 | Дата обрання | Дата звільнення |
| ------------------------------ | ----------------------------------------------------------------- | ------------ | --------------- |
| Шмалюх Олександр Володимирович | Сільський голова, 1975 року народження, освіта вища, безпартійний | 26.03.2006   | 31.10.2010      |
| Шмалюх Олександр Володимирович | Сільський голова, 1975 року народження, освіта вища, безпартійний | 31.10.2010   |                 |

Примітка: таблиця складена за даними сайту Верховної Ради України